# Capella pedró de l'Ermita de la Pietat
La Capella pedró de l'Ermita de la Pietat és una obra d'Ulldecona (Montsià) inclosa a l'Inventari del Patrimoni Arquitectònic de Catalunya.

## Descripció
Petita capella que anuncia el camí que enllaça l'Ermita de la Pietat amb la carretera comarcal d'Ulldecona-Tortosa (a uns 4 quilòmetres d'Ulldecona). Al costat d'aquesta hi ha les restes d'una antiga creu. És una edificació de planta quadrada amb murs de maçoneria emblanquinada excepte a les cantonades i part de la façana de carreus de pedra. L'única obertura és la porta, situada a un nivell superior al del terra i a la que s'accedeix mitjançant tres esgraons; la pedra de la llinda està treballada imitant un arc de mig punt rebaixat i té una inscripció que diu:"LA HIZO JOSEPH CASTELLON AÑO 1799". Sobre la porta, en el Capcir, hi ha un petit òcul rodó. La teulada a dues vessants és de teules àrabs. L'interior està cobert per volta de canó i, sobre un altar modern, hi ha una pietat sota una mena de baldaquí de fusta.